# إريك فوكس
إريك فوكس (بالألمانية: Erich Fuchs)‏ هو سياسي ألماني، ولد في 26 فبراير 1913 في ألمانيا، وتوفي بنفس المكان في 25 يوليو 1980. حزبياً، نشط في الحزب النازي والحزب الديمقراطي الاجتماعي الألماني.